# نوروز در ایران باستان

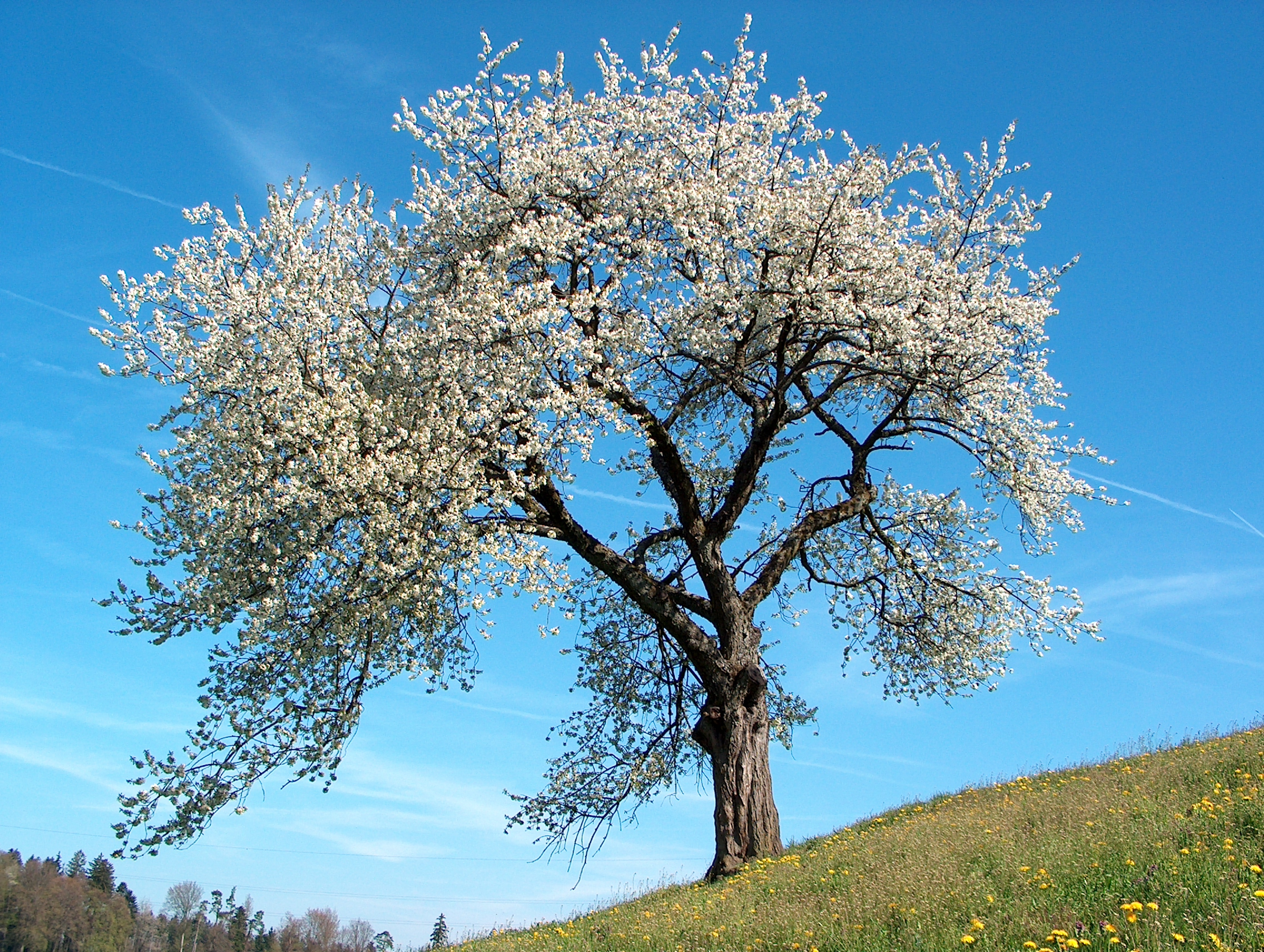
در روز نخست فروردین، روز اورمزد، اهورامزدا، آفرینش آسمان را آغاز کرد. بندهش

نوروز در ایران باستان به پیشینه، مراسم و رویدادهای مربوط به نوروز در ایران باستان می‌پردازد. قدمت نوروز و وجود این جشن به زمان‌های پیش از شکل‌گیری ایران و قبل از دوره مادها و هخامنشیان برمی‌گردد، ولی نام آن در اوستا نیست. از سه هزار سال پیش از میلاد، در آسیای میانه و آسیای غربی دو عید، رواج داشته است، عید آفرینش در اوایل پاییز و عید رستاخیزی که در آغاز بهار، برگزار می‌شده است. بعدها دو عید پاییزی و بهاری به یک عید تبدیل گردیده و سر بهار جشن گرفته می‌شده است.
در ایران آیین مرگ و رستاخیز سیاوش «ایزد شهید شوندهٔ گیاهی ایران» با نوروز پیوند خورده است؛ به این ترتیب که چند روز پیش از عید، به سوگ سیاوش می‌نشستند و با فرارسیدن نوروز، به جشن و شادی دست می‌زدند؛ چنان‌که گویا سیاوش، زنده شده باشد. آریایی‌ها که وارد منطقه شدند بن مایه‌هایی مانند فروهرها و بازگشت ارواح را با خود آورده و به تدریج آیین خود را با باورهای قبلی رایج در منطقه ادغام نمودند. از جمشید پادشاه مشهور پیشدادی به عنوان بنیان‌گذار این جشن یاد گردیده است. از پژوهش‌هایی که در تطبیق نوروز ایرانی و نوروز قبطی (نوروز مصری) و تأثیر و تأثر آن دو، به عمل آمده، بر می‌آید که نوروز ایرانی در زمان داریوش بزرگ و توسط او در مصر رایج گردید. دربارهٔ نوروز و سنت‌های وابسته بدان تا چند دهه قبل منابعی قدیمتر از ایام ساسانیان که به دست نویسندگان مسلمان نوشته شده بود، وجود نداشت. اما با کشف بایگانی‌های دولتی اشکانیان در تاجیکستان معلوم گردید که نوروز در دوران شاهنشاهی اشکانیان و ایامی قدیمتر از دو هزار سال پیش در آغاز بهاران بوده است.
در تمام دوران ساسانی نوروز جشن ملی همهٔ ایرانیان به‌شمار می‌رفته است. به همین جهت حتی مردمی که پیرو آئین زرتشت نبوده‌اند اما در حوزهٔ حکمرانی ایران زندگی می‌کردند، نیز در آن شرکت داشتند. شواهدی وجود دارد که در دوران ساسانی سال‌های کبیسه رعایت نمی‌شده است. روز برگزاری مراسم نوروز در هر دوره ۴ ساله، یک روز از موعد اصلی خود عقب می‌ماند و در نتیجه زمان نوروز در این دوران همواره ثابت نبوده و در فصل‌های گوناگون سال جاری بوده است. پنج روز نخست فروردین جشنی همگانی بین عموم مردم بود از اینرو آن را نوروز عامه نامیده‌اند. روز ششم فروردین که جشن نوروز به گونهٔ درباری برگزار می‌شده است نوروز بزرگ نام داشته است. مجموعهٔ رسم‌های جشن بهاری نوروز با جشن سوری و آتش‌افروزی آغاز می‌شد و پس از برگزاری مراسم سال نو، در روز سیزده فروردین پایان می‌یافته است. شرح آیین نوروز و تشریفات وابسته به آن به تفصیل در تاریخ‌نگاری دوران اولیه اسلام آمده است، که قدیمی‌ترین سند در این دوره به جاحظ دانشمند سدهٔ سوم هجری تعلق دارد.

## واژه‌شناسی نوروز
نوروز واژه‌ای است مرکب از دو جزء که روی هم به معنای روز نوین است. اصل زبان پارسی میانه این واژه «نوک‌روچ» (Nok roc) یا «نوگ‌روز» (Nogriz) است. به معّرَب آن «نیروز» گفته می‌شود.
ابوریحان بیرونی که نوشته‌هایش در زمینهٔ نوروز غنی‌ترین و معتبرترین آثار مکتوب است می‌گوید «نوروز نخستین روز است از فروردین ماه و از این جهت روزِ نو نام کردند که پیشانی سال نوست.»

## منشأ نوروز
قدمت نوروز و وجود این جشن به زمان‌های پیش از هخامنشیان و مادها برمی‌گردد. جشن نوروز با مرور زمان و تحولِ تدریجی جنبه‌های متعدد دینی و رسمی و سیاسی پیدا کرده است.

### عید رستاخیزی
مهرداد بهار نوشته است، از سه هزار سال پیش از میلاد، در آسیای غربی دو عید، رواج داشته است، عید آفرینش در اوایل پاییز و عید رستاخیزی که در آغاز بهار، برگزار می‌شده است. بعدها دو عید پاییزی و بهاری به یک عید تبدیل گردیده و سر بهار جشن گرفته شد. به اعتقاد مهرداد بهار، احتمالاً نوروز، عیدِ رایج در میان بومیان نجد ایران پیش از مهاجرت آریایی‌ها بوده است.
از جشن نوروز در اوستا و ادبیات اوستایی هیچ نام برده نشده، چنان‌که از مهرگان نیز اشارتی نیست. به عقیدهٔ مهرداد بهار نوروز در اوستا مطرح نمی‌شود، چون یک عید ملی محسوب می‌شده و اوستا یک کتاب دینی است و جشن‌های خاص خودش را داشته است. بعد از گذشت زمان، سرانجام دین زرتشتی، هم جشن مهرگان را که در آغاز یک عید بومی بوده و هم نوروز را می‌پذیرد.

### جشن مرگ و رستاخیز ایزد گیاهی

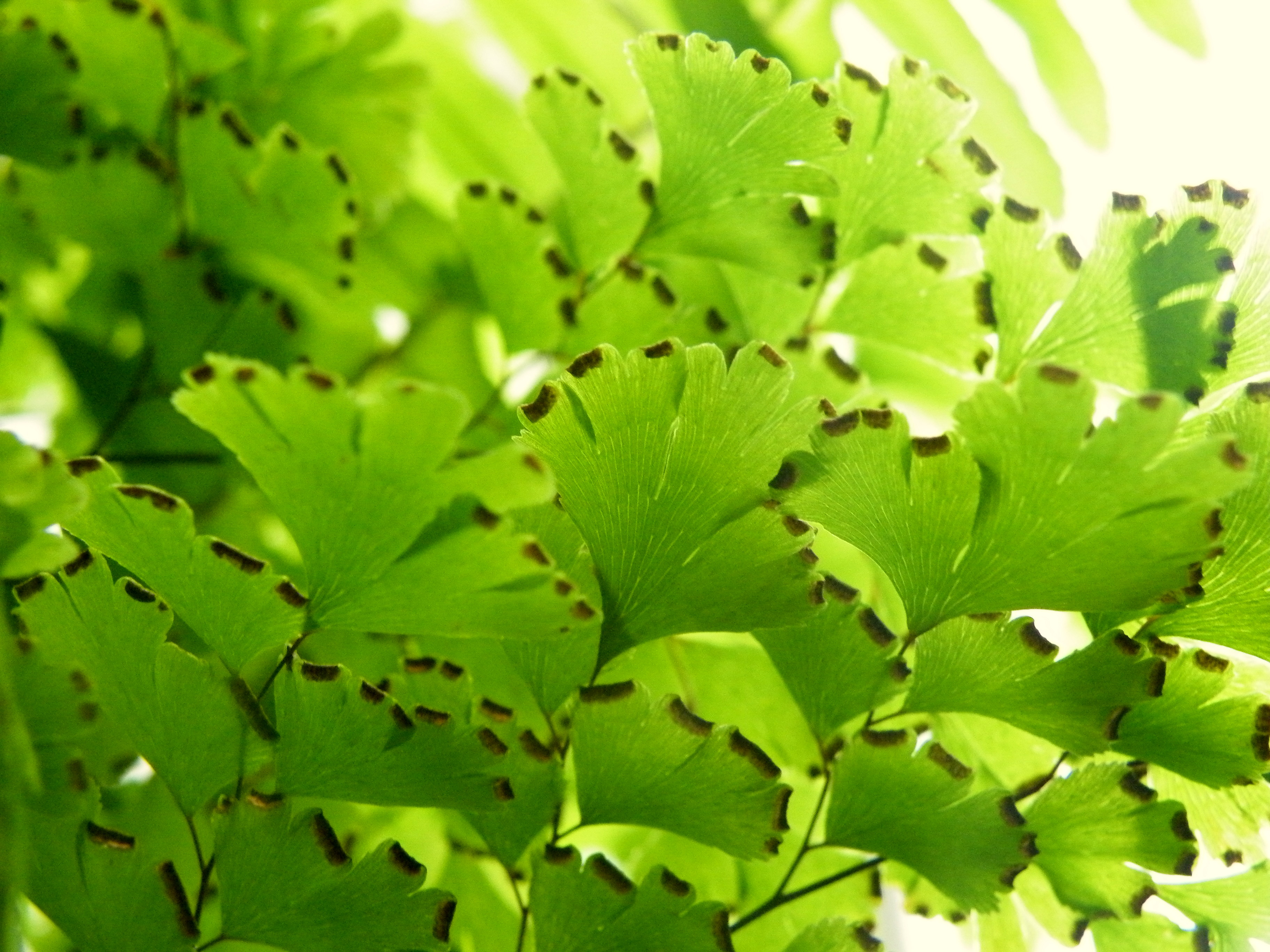
یکی از کهن‌الگوهای معروف در اساطیر جهان، روییدن گیاه از خون «ایزد گیاهی» است که این امر پیوند هرچه استوارتر ایزد گیاهی را با سرسبزی و باروری طبیعت نشان می‌دهد. سیاوش ایزد گیاهی ایران نیز از این امر مستثنا نیست و هنگام مرگ از خون او پرسیاوشان می‌روید.

در ارتباط با فرارسیدن سال نو، فرهنگ بومی وسیعی با وجوه مشترک از درهٔ سند تا آسیای غربی به چشم می‌خورد بدین ترتیب که هرساله جشن آیین باشکوهی، در بزرگداشتِ ایزد گیاهی برگزار می‌شده است. هر چند که مناسک این جشن، در همه جا کاملاً همسان نبوده است. معمولاً در این جشن‌ها که به جشن مرگ و رستاخیز ایزد گیاهی معروف بود، ابتدا مراسم سوگواری برگزار می‌شد و سپس، گو اینکه ایزد گیاهی زنده شده، به شادی و پایکوبی می‌پرداختند. به این ترتیب، می‌پنداشتند که ایزد گیاهی، لطف خود را شامل حال آن‌ها خواهد کرد و آن سال محصولات پربارتری خواهند داشت. مرگ و رستاخیز ایزد گیاهی، همواره با آغاز سال نو همراه بوده است و هدف از برگزاری این آیین‌ها، جلبِ ترحمِ ایزدِ باروری و در نتیجه، برانگیختن نیروهای زایای طبیعت بوده است.
در قلب هر اسطورهٔ باروری، ایزدانی موسوم به «ایزدان گیاهی» قرار داشتند که مرگ و رستاخیز آن‌ها نمایانگر زمستان و بهار طبیعت بود. این ایزدان که سرشتی گیاهی داشتند، به شدت مورد احترام اقوام بدوی بودند. مردم با ادای احترام بسیار به پیشگاه این ایزدان، می‌کوشیدند با جلب محبت آن‌ها سالی پربار و فراخ پیش رو داشته باشند. از جمله ایزدان گیاهی می‌توان به اوزیریس (در اساطیر مصر) و آتیس (در اساطیر یونانی) و دموزی (در اساطیر سومری) اشاره کرد.
اعتقاد به مرگِ ایزدِ گیاهیِ شهید شونده در بین بومیان نجد ایران و دیگر ادیان آسیای غربی نیز به چشم می‌خورد و در هر منطقه بنابر آیین محلی خود اجرا می‌شده است. در شهادتِ این ایزد، عزاداری‌های عمومی برپا می‌شد. سینه‌زنی، زنجیرزنی، زخم زدن به خویشتن و زاری‌ها، از مراسم معمول در این عزاداری‌ها بوده است، به ویژه زنان در گریستن و زار زدن عهده‌دار وظایف مشخصی بودند. در کتاب تاریخ بخارا (نوشته شده در ۳۳۲ قمری) آمده است که زمان انجام عزاداری‌های سیاوشی قبل از نوروز بوده است. آثار متعددی به صورت نقش بر دیوار در پنجکینت در درهٔ رود زرافشان در تاجیکستان یافت شده است که عزاداری‌های سیاوشی را می‌رساند.

### سوگ سیاوش

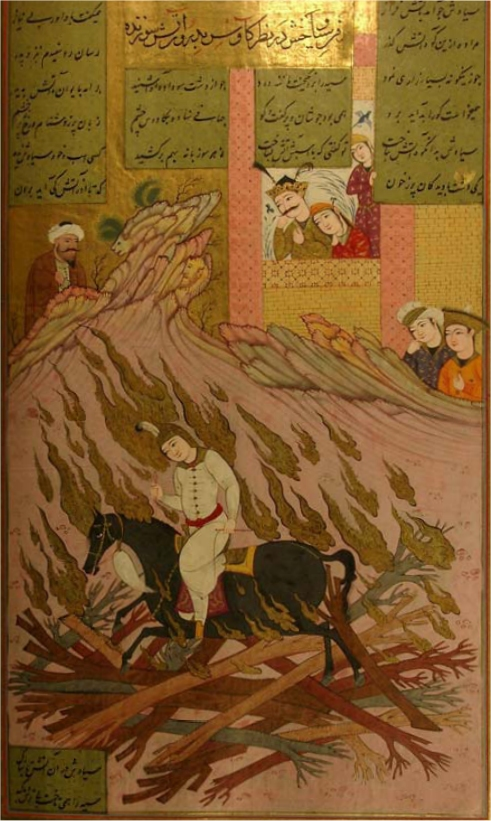
بخشی از شاهنامه و مینیاتوری که گذشتن سیاوش را از آتش به تصویر کشیده است. اسطوره سیاوش، نماد مرگ و رستاخیز و تابع الگوی خزان و بهار است. در این داستان خزان کامل (مرگ سیاوش) و بهار پس از آن (تولد کیخسرو پس از مرگ سیاوش) و نیز رفتن سیاوش به درون آتش (به نشانه خزان) و زنده آمدن او (بهار) دیده می‌شود.

در ایران، آیین مرگ و رستاخیز سیاوش با نوروز پیوند خورده است؛ به این ترتیب که چند روز پیش از عید، به سوگ سیاوش می‌نشستند و با فرارسیدن نوروز، به جشن و شادی دست می‌زدند؛ چنان‌که گویا سیاوش، زنده شده باشد.
کهن‌ترین یادگار اسطورهٔ سیاوش، مربوط به سه هزار سال پیش از میلاد در حوالی سمرقند (واقع در ازبکستان) است، زمانی که هنوز آریاییان روی به سوی فلات ایران ننهاده بودند. سنگ نگاره‌ای از این تاریخ به دست آمده است که سوگ سیاوش، به روشنی بر آن کنده شده است. به این ترتیب، آیین‌های سوگ سیاوش، ابتدا در فرارود (امروزه کشورهای ازبکستان، تاجیکستان جنوب قرقیزستان و قزاقستان را در برمی‌گیرد) و آسیای میانه، شکل گرفته و سپس در بخش‌هایی از ایران، رواج یافته است.
اسطورهٔ سیاوش نمادی از باورهای خاص فرهنگ کشاورزی جوامع آسیایی دربارهٔ خزان و بهار، خشکسالی و باران و زندگی گیاه است. این اسطوره در دورهٔ قبل از ورود آریایی‌ها، ملهم از اساطیر ایزدان گیاهی فرارود، در نجد ایران و درّهٔ سند، صورتی منطبق با فرهنگ ایران یافت و به‌طور متمرکز برای مدت زمان حدود سه هزار سال در آسیای میانه به شیوهٔ آیین‌های نمایشی به اجرا درآمد. این آیین هرساله هم‌زمان با رخداد طبیعی فصل بهار به شیوه‌ای خاص برگزار می‌شد. اسطورهٔ حماسی سیاوش بر دو اصل خیر و شرّ، نیکی و بدی، روشنایی و تاریکی مبتنی است. این دوگانگی در زندگی و افکار انسان کشاورز عصر باستان، به ترتیب، به صورت سرسبزی و خشکسالی، آبادانی و ویرانی، بهار و زمستان جلوه‌گر شده است. این باورها، به ویژه برای کشاورزان ساکن نجد ایران، خواه ساکنان بومی و خواه آریایی‌های اسکان یافته و کشاورز، با انجام آداب خاص سوگواری سیاوش برای دعوت و تشویق نیروهای زایای طبیعت به زاد و ولد همراه گشت. در تقویم‌های سغدی و خوارزمی آغاز تابستان نوروز محسوب می‌شد. زمان برگزاری آیین سوگ سیاوش، در پنج روزِ نخستین ماه سال بود و روزِ ششم، موسوم به روز «کین سیاوش» بود. بدین ترتیب، سیاوش در نوروز کشته شد و در ششمین روزِ سال نو یا نوروز بزرگ یعنی روزی که کیخسرو (پادشاه کیانی) انتقام خون پدرش را از افراسیاب گرفت، رستاخیز کرد. با مرگ سیاوش خشکسالی می‌شود و با رستاخیز سیاوش که با تولّد و آغاز پادشاهی پسرش کیخسرو محقق می‌گردد، باران، باریدن آغاز می‌کند و خشکسالی به سر می‌آید. کیخسرو به رخسار و رفتار مانند پدر و به عبارتی تکرار وجود اوست. در نگاهی اجتماعی سیاوش در چهرهٔ کیخسرو برای برپایی عدل و داد بازمی‌گردد.

### ادغام آیین آریایی‌ها و ساکنان اولیه فلات ایران
از معتقدات دیرین آریاییها، جشن فروردگان یا جشن همسپثمیدیه بود که بیش از همه در زمینهٔ اصلی و ابتدایی نوروز تأثیر گذاشته است. جشن فروردگان، جشن فروهرها بود و ظاهراً در آن هنگام ده روز و ده شب برگزار می‌شد. فروهرها را می‌توان اینگونه معنی نمود که ذره ایزدی در وجود انسان است که پس از مرگ همراه با روان از جسم و جان جدا می‌گردد. نام فروردین که آغاز بهار است، برگرفته از نام فروهرهاست. در فروردین یشت آمده است که در مدت جشن فروردگان فروهرهای مؤمنان از اقامتگاه‌های خود می‌آیند و مدت ده شب در کنار مردم می‌مانند، این جشن مربوط به بازگشت مردگان بود. زمان این جشن به حساب گاه‌شمارهای امروزی، پنج روز آخر اسفند و پنج روز اول فروردین، بحساب می‌آمد. از زمانی که آغاز سال در اعتدال بهاری تعیین گردید، نوروز، ششمین روز این جشن گشت. آریایی‌ها که وارد منطقه شدند بن مایه‌هایی مانند فروهرها و بازگشت ارواح را با خود آورده و به تدریج آیین خود را با باورهای قبلی رایج در منطقه ادغام نمودند و عید نوروزی اول بهار که سنتی بومی ساکنان نجد ایران بود با سنت بزرگداشت فروهرها درآمیخته و قابل تطبیق با دیگر آیین‌های نوروزی غرب آسیا گشت. در فرهنگ آریائی یاد کردن از درگذشتگان قبل از آغاز سال نو امری خیر به حساب می‌آمد ولی رسم گریستن قبل از نوروز چندان موافق با فرهنگ آریائی نبود و به‌خصوص در بین زرتشتیان عزاداری و گریستن مرسوم و پسندیده نبوده است.
با آمدن آریاییان و همچنین رشد یکتاپرستی، اسطوره‌زدایی عظیمی در فرهنگ ایران رخ داد و بسیاری از اساطیر و ایزدان مقدس و باستانی، به حماسه‌ها و تراژدی‌های شاهان و پهلوان وارد شدند. از جمله این تحولات فرهنگی تغییر در ماهیتِ شخصیت سیاوش و روایات مربوط به آن است. در پی پیوستن به یگانه‌پرستی، سیاوش دیگر در ایران یک ایزد به‌شمار نمی‌رفت و به یک پهلوان ایرانی تبدیل گشته بود.

### پیوند کیومرث و جمشید با نوروز
نظر بیرونی و نویسندهٔ نوروزنامه دربارهٔ منشأ نوروز چنین است که ایرانیان عقیده داشته‌اند که پس از آفرینش زمین و آسمان و هر چه در آنهاست چندین هزار سال به حال سکون و بی حرکت ایستاده بوده‌اند چون به فرمان اهورامزدا آغاز به حرکت کردند، حرکت خورشید در آن هنگام از بامداد نخستین روز ماه فروردین یا روز هرمزد و از نخستین نقطه یا دقیقه یا درجهٔ برج حمل (برج بره) بود ولی در سال بعد که در آن روز و ساعت حرکت کرده نتوانست به آن دقیقه برسد و ناچار آغاز سال از جای خود تغییر یافت و عقب افتاد و هر سال در درجات برج‌ها به‌طور قهقرایی تغییر یافت تا در یک دور طولانی دوباره به همان روز و ساعت که در آغاز حرکت کرده بود بازآمد و این مدت ۱۴۶۰ سال طول کشید. نخستین کسی که این روز (یعنی نوروز حقیقی) را دریافت کیومرث بود و آن را آغاز تاریخ تعیین کرد و دوباره دور دوم از بامداد روز هرمزد، از نخستین درجهٔ برج حمل و روز اول بهار شروع شد.
در غالب داستان‌های اساطیری ایران پیدایش نوروز به زمان پیشدادیان نسبت داده شده و از جمشید پادشاه مشهور پیشدادی به عنوان بنیان‌گذار این جشن یاد گردیده است. فردوسی در این زمینه چنین سروده است:
| همه کردنی‌ها چوآمد پدید     |  | به گیتی جز از خویشتن ندید    |
| چو آن کارهای وی آمد به جای |  | ز جای مهین برتر آورد پای     |
| به فر کیانی یکی تخت ساخت   |  | چه مایه بدو گوهر اندر نشناخت |
| که چون خواستی دیو برداشتی  |  | ز هامون به گردون برافراشتی   |
| چو خورشید تابان میان هوا   |  | نشسته برو شاه فرمان‌روا       |
| جهان انجمن شد بر تخت او    |  | فرو مانده از فرهٔ بخت او      |
| به جمشید بر گوهر افشاندند  |  | مر آن روز را روزٍ نو خواندند  |
| سر سال نو هرمز فرودین      |  | بر آسوده از رنج تن دل زکین   |
| بزرگان به شادی بیاراستند   |  | می و جام و رامشگران خواستند  |
| چنین روز فرخ از آن روزگار  |  | بمانده از آن خسروان یادگار   |

ابوریحان بیرونی در کتاب آثار الباقیه در مورد پیدایش نوروز نوشته است که برخی از علمای ایران می‌گویند سبب اینکه این روز را نوروز می‌نامند این است که چون جمشید به پادشاهی رسید دین خود را تجدید کرد و چون این کار خیلی بزرگ به نظر آمد و آن روز، روز تازه‌ای بود جمشید عید گرفت اگر چه پیش از این هم نوروز بزرگ و معظم بود. برخی دیگر از ایرانیان گویند که جمشید زیاد در شهرها گردش نمود و چون خواست به آذربایجان داخل شود بر سریری (تخت پادشاهی) از زر نشست و مردم او را بر دوش خود می‌بردند و چون آفتاب بر آن تخت بتابید و مردم آن را دیدند این روز را عید گرفتند. بیرونی همچنین از قول زادویه (یکی از افراد بلندپایه در اواخر دوران ساسانی) نوشته است، اهریمن برکت را از آب و گیاه گرفته بود و باد را از وزش بازداشته بود و درختان خشک شدند و دنیا نزدیک به نابودی بود پس جمشید به امر خداوند، برای دیدار اهریمن و پیروان او به دوزخ رفت و دیرگاهی آنجا بماند و چون برگشت جهان به حالت فراوانی و باروری، و مردم به اعتدال رسیدند. در آن روز که جمشید برگشت مانند آفتاب طالع شده بود و نور از او می‌تابید و مردم از طلوع دو آفتاب در یک روز در شگفت شدند و آن روز را نوروز خواندند و جشن گرفتند و چون چوب‌های خشک سبز شدند مردم به یمن این نعمت در هر ظرفی و طشتی جو کاشتند و سپس این رسم میان ایرانیان پایدار ماند. همچنین جمشید در این روز به مردمان دستور داد تا غسل کنند تا از گناهان پاک شوند.

## زمان برگزاری
سال در گاه‌شماری اوستایی نو دوازده ماه سی روزه دارد، نام این ماه‌ها همسان نام ماه‌های خورشیدی است که در تقویم کنونی ایران باقی مانده است. بر این دوازده ماه سی روزه باید پنج روز بهیزگی (پنجه دزدیده، خمسه مسترقه) را افزود. ربع روز که از زمان حرکت انتقالی زمین به دور خورشید باقی می‌ماند در طی ۱۲۰ سال بر یک ماه بالغ می‌شد که به صورت ماه سیزدهم بر سال خورشیدی افزوده می‌گردید. بنابراین نوروز و سال شمسی در هر دور ۱۲۰ سال در جای خود قرار گرفته و ثابت می‌ماند و هیچ‌گاه آغاز سال بیش از یک ماه جلو یا عقب نمی‌افتاد و اغلب حتی الامکان می‌کوشیدند که آغاز سال را در محل نجومی خود نگاه دارند.
در مورد اجرای آخرین کبیسه اطلاعات دقیقی در دسترس نیست احتمالاً در زمان یزدگرد یکم (شاهنشاهی از ۳۹۹ تا ۴۲۰ میلادی) آخرین کبیسه گرفته شد و از آن پس کبیسه‌ای دیگر گرفته نشد.
حسن تقی‌زاده در مورد زمان نوروز در عهد ساسانیان نظر دیگری دارد او نوشته است، نوروز، یعنی روز اول سال ایرانی و اول فروردین‌ماه چنان‌که در زمان ما معمول است، در زمان ساسانیان آغاز بهار نبود بلکه مانند عید فطر و عید قربان در فصول سال می‌گشت، البته نه به آن سرعت که عیدهای عربی می‌گردند. در سال یازدهم هجرت که گاه‌شماری یزدگردی و هم‌زمان با جلوس یزدگرد سوم (۶۳۲–۶۵۱ میلادی)، آخرین پادشاه ساسانی، بر تخت پادشاهی است (۶۳۲ میلادی)، نوروز نزدیک به اول تابستان بود.

## در زمان هخامنشیان
گرچه اطلاعات دقیقی از نوروز در دورهٔ هخامنشیان در دست نیست اما در اینکه آئین‌های این جشن در روزگار آنان مرسوم بوده است، تردیدی نیست. از پژوهش‌هایی که در تطبیق نوروز ایرانی و نوروز قبطی (مصری) و تأثیر و تأثر آن دو، به عمل آمده بر می‌آید که نوروز ایرانی در زمان داریوش بزرگ و توسط او در مصر رایج گردید؛ و نیز برخی اصول گاهشماری مصری را ایرانیان از مصر اقتباس کردند و در مقابل آئین‌های نوروز ایرانی تأثیر فراوانی در مراسم نوروز قبطی به جای گذارده است.
آن طور که از کتیبه‌های دوران هخامنشی برمی آید، زمان آغاز سال نو زمان مشخص و دقیقی نداشته بلکه متغیر بوده و دلایل آن بسیار پیچیده است. بنا بر مدارک باقی‌مانده در سرتاسر دوران هخامنشی، زمان آغاز سال نو از ۲۱ اسفند ماه (۱۲ مارس) تا ۹ اردیبهشت (۲۹ آوریل) در نوسان بوده است.
در زمان هخامنشیان، شاه، نوروز را در تخت جمشید برپا می‌داشت. گیرشمن باستان‌شناس فرانسوی در مورد مراسم نوروز در دربار هخامنشیان نوشته است همه چیز در تخت جمشید برای بزرگداشت این جشن ملی بنا شده است. پیش از انجام تشریفات نوروز، بزرگان شاهنشاهی و نمایندگان کشورها به تخت جمشید می‌آمدند و در دشت پهناور مرودشت که رود پلوار از میان آن می‌گذرد و در مغرب تخت جمشید قرار گرفته هزاران چادر می‌زدند. در نمای خارجی پلکان تخت جمشید اشخاصی که در تشریفات نوروز شرکت دارند، نشان داده شده‌اند. در این سنگ برجسته‌ها نمایندگان ۲۳ ملت پیرو شاهنشاهی و درباریان پارسی و مادی به همراه اسب‌ها و گردونه‌های پادشاهی و سربازان شوشی دیده می‌شود.

## در زمان اشکانیان
دربارهٔ نوروز و نوروژ و نک‌روژ و نوک روژ و سنت‌های وابسته بدان تا چند دهه قبل منابعی قدیمتر از ایام ساسانیان که به دست نویسندگان مسلمان نوشته شده بود وجود نداشت. اما با کشف بایگانی‌های دولتی اشکانیان بر روی چوب توز و چرم نبشته در کوه مغ تاجیکستان و بر سفال‌نبشته‌ها که در خرابهٔ شهر نسا (در ۱۸ کیلومتری شمال غرب عشق آباد) به‌دست آمد و با ترجمه و کشف رمز بعضی قسمت‌های آن معلوم گردید که نوروز در دوران شاهنشاهی اشکانیان و ایامی قدیمتر از دو هزار سال پیش در آغاز بهاران بوده است.
از اجرای مراسم مهرگان در زمان اشکانیان می‌توان پی برد که نوروز به ویژه در میان عامهٔ مردم به وسعت و با اهمیت جشن گرفته می‌شده است.
پورداوود دربارهٔ نوروز در این دوره می‌نویسد. پس از دورهٔ سلوکی هر چند که اشکانیان اقوام ایرانی‌تبار و زرتشتی کیش بودند ولی تسلط ۸۰ سالهٔ یونانیان در آن‌ها اثر کرده و در خصوص آداب و رسوم ایرانی بی‌قید بودند. اما در اواخر این دوره ۴۷۶ ساله دوباره ملیت ایرانی قوت گرفت.

## در زمان ساسانیان
از برگزاری نوروز در دوران ساسانی اخبار و اطلاعات فراوانی در دست است که علاوه از برخی منابع زبان پهلوی منابع عمده و مهم همانا، کتاب‌های ادبی و تاریخ عربی است مانند آثار جاحظ.
در تمام دوران ساسانی نوروز جشن ملی همهٔ ایرانیان به‌شمار می‌رفته است. به همین جهت حتی مردمی که پیرو آئین زرتشت نبوده‌اند اما در حوزهٔ حکمرانی ایران زندگی می‌کردند، مانند آرامیان مغرب ایران آن روزگار، گرجیان، ارمنیان و ملل دیگر قفقاز در آن شرکت داشته و برخی از مراسم آن را در زندگی خود وارد کرده‌اند و حتی برخی از مراسم این جشن در مراسم مذهبی ارمنستان و گرجستان راه یافته است.

### نوروز کوچک
پنج روز اول فروردین جشن نوروز گونه‌ای همگانی داشته و عموم مردمان به اجرای مراسم و سرور و شادمانی می‌گذرانیده‌اند، از این رو آن را «نوروز عامه» یا «نوروز کوچک» یا «نوروز صغیر» نامیده‌اند.

### نوروز بزرگ در ششمین روز فروردین
نوروز بزرگ یا خردادروز نام ششمین روز فروردین ماه در گاه‌شماری اوستایی نو بوده است.
خردادامشاسپند موکل بر آب است و این روز بدو منسوب می‌باشد. این روز در میان جشن‌ها و اعیاد فراوان ایران باستان به ویژه دوران ساسانیان از اهمیت و ارزش و تقدس خاصی بهره داشته است. بسیاری از حوادث مهم به موجب آن در چنین روزی واقع شده است. وقایع بسیاری به خردادروز نسبت داده شده است. زاده شدن زرتشت و همچنین به پیامبری برگزیده شدن او در این روز بوده است. به وقوع پیوستن رستاخیز در این روز خواهد بود. در تقویم‌های سغدی و خوارزمی روز تولد سیاوش، روز ششم فروردین ن‌ها شده بود و سال نو با تولد سیاوش آغاز می‌شد. همچنین بنا بر اساطیر زرتشتی خردادروز، روزی است که کین سیاوش گرفته می‌شود.
خردادروز، همچنین روز نیایش و سپاس از رپیتون و روز جشن رپیتون است. ایزد رپیتون سرورِ تابستان است. در زند (اوستا) تابستان هفت ماه دارد که از نخستین روز فروردین آغاز و در سی‌ام مهر ماه پایان می‌یابد. بنابر عقاید زرتشتی رپیتون در آغاز زمستان راهی دنیای زیرزمینی می‌شود. وظیفهٔ او نبرد با دیو سرما و یاری رساندن به چشمه‌های آب زیرزمینی است تا ریشهٔ گیاهان را گرم نگاه دارند تا ریشه‌ها در اثر سرمای شدید زمستان خشک نشوند. بازگشت هر ساله رپیتون در بهار نشانی از پیروزی نهایی خیر بر شر، گرما بر سرما، روشنی بر تاریکی است. ایزد رپیتون زمینهٔ شکوفایی در بهار را فراهم می‌سازد. به همین خاطر به مناسبت بالا آمدن او بر روی زمین نیایش‌های خاصی در کنار آیین‌های نوروزی اجرا می‌شود.

### بارعام نوروزی
از رسم‌هایی که شاهان در نوروز برگزار می‌کردند، یکی این بود که شاه جشن نوروز را افتتاح می‌کرد و به مردمان اعلام می‌داشت که وی آنان را بار خواهد داد و به آنان نیکی خواهد کرد. دومین روز، بلندپایه‌ترین کسان را بار می‌داد، یعنی دهقانان و اعضای خاندان‌های بزرگ (اشراف بلند پایهٔ موروثی، ویسپوهران). سومین روز، اسوران و بلندپایه‌ترین موبدان را بار می‌داد. چهارمین روز، خانوادهٔ خود و نزدیکان خویشان و درباریان را بار می‌داد و پنجمین روز، فرزندان و کارگزاران خود را بار می‌داد. بدین ترتیب به هر کدام رتبه و اکرامی را که شایستهٔ آن بود ارزانی می‌داشت چون روز ششم فرا می‌رسید، شاه که وظایف خود را نسبت به آنان انجام داده‌بود، نوروز را برای خود و در خلوت جشن می‌گرفت.
در دو جشن بزرگ نوروز و مهرگان تظلم و دادخواهی و بارعام شاه و رسوم اهدای پیش‌کش‌ها بسیار اهمیت داشت و با تشریفات فراوان اجرا می‌شد. در نوروز رسمی در دربار جاری بود که اربابان نقش بندگان را برعهده می‌گرفتند و برعکس. خواجه نظام‌الملک طوسی وزیر مشهور سلاطین سلجوقی نکتهٔ دیگری دربارهٔ جشن نوروز در زمان ساسانیان ضبط کرده است.

رسم ملکان عجم چنان بوداست که روز نوروز و مهرگان پادشاه اجازهٔ دیدار عامهٔ مردم را می‌داده است و هیچ‌کس را مانعی از دیدار با شاه نبوده است. هر کس قصهٔ خویش نوشته و شکایت خود را آماده می‌کرد و شاه نامه‌ها و شکایات مردم را یک به یک، بررسی می‌کرد. اگر از شاه شکایتی می‌شد، موبد موبدان را قاضی قرار داده و شاه از تخت به زیر آمدی و پیش موبد به دو زانو می‌نشست و می‌گفت «بدون محابا بین من و این مرد داوری کن. هیچ گناهی نیست، نزدیک ایزد تعالی، بزرگتر از گناه پادشاهان چون شاه بیدادگر باشد، لشکر همه بیدادگر شوند و خدای عز و عجل را فراموش کنند و کفران نعمت آرند.» پس موبد به داد مردم، رسیدگی کرده و داد به تمامی بستاند و اگر کسی بر ملک، دعوی باطل کرده بود، عقوبتی بزرگ به او می‌داد و می‌گفت «این سزای آن کس است که بر شاه و مملکت وی عیب جوید.» در نوروز هر که ضعیف‌تر بود، نزدیک‌تر به شاه بود و کسانی که قوی‌تر بودند، باید دورتر از شاه جای می‌گرفتند. از زمان اردشیر تا زمان یزدگرد بزه‌گر (یکم)، این رسم بر جا بود. یزدگرد روش‌های پدران را بگردانید.
خواجه نظام‌الملک طوسی، یزدگرد یکم را به عنوان پادشاهی که این رسم را برانداخته، معرفی کرده است ولی در واقع این رسم توسط یزدگرد دوم، لغو شده است.

### پیک نوروزی
در نوشته‌های جاحظ (۱۶۰–۲۵۵ قمری، متولد بصره) مطالبی در مورد نوروز در زمان ساسانیان به ثبت رسیده است. از جمله «پیک نوروزی» نخستین کسی بود که به آیین ویژه‌ای به پیشگاه شاه، بار می‌یافت و خوان نوروزی را بر شهریار می‌گسترانید و گفتگویی دلپذیر با شاه می‌کرد که کنایه‌ها و آرمان‌هایی در آن نهفته بود. شاه، بامدادان جامه می‌پوشید و به پذیرایی آغاز می‌کرد. نخستین کسی که بار می‌یافت. خوش‌نام‌ترین و خوش‌شگون‌ترین شخص بود، چون وی به حضور شاه می‌رسید. با خوشرویی می‌ایستاد و می‌گفت اجازهٔ ورود می‌خواهم. شاه می‌پرسید کیستی و از کجا می‌آیی و به کجا می‌روی و چه کسی با تو هست و چه همراه آورده‌ای؟ پیک می‌گفت از سوی دو نیک‌بخت می‌آیم و به سوی دو نفر پربرکت می‌روم و با من پیروزمندی همراه است و نام من «خجسته» است و با خود سال می‌آورم و برای پادشاه خبر خوش و درود و پیام می‌آورم. پادشاه می‌گفت راهش بدهید. آن مرد میز و خوان نوروزی که به شکل نمادین بر میزی سیمین بود می‌گشود و برای پادشاه زندگی دراز، خوشبختی و خوش‌نامی آرزو می‌کرد.

## مراسم ایرانیان باستان در نوروز
آداب و رسوم نوروزی همه سرچشمه‌ای کهن دارند و از نظرگاه دانش مردم‌شناسی بسیار جالب توجه برای مطالعه هستند. ایرانیان عقیده داشتند که سرنوشت انسان و جهان در سالی که در پیش است، در نوروز تعیین می‌شود. گفته می‌شد که در این روز زرتشت با خدا گفتگویی پنهانی داشت و در این روز نیکبختی‌ها برای مردمان زمین، تقسیم می‌گردد و از این روست که ایرانیان آن را روز امید نامند.

### آمادگی برای نوروز
مردم با گذشتن چندین روز از اسفند ماه سبزی می‌کاشتند و به گردگیری و پاکیزگی خانه یا به اصطلاح به خانه‌تکانی می‌پرداختند و هر کس متناسب با توانایی خود آذوقهٔ نوروزی را فراهم می‌کرد و سعی بر این بود که با خانه‌های پاکیزه و شسته و رفته، سبزه‌های خرم، رخت‌های نو، چهره‌های شاد و خندان نوروز را پذیرا شوند.
پروردن سبزه
یکی از آیین‌هایی که پیش از نوروز تدارک آن مرسوم بوده، پروردن سبزه می‌باشد. به موجب روایتی کهن، بیست و پنج روز پیش از عید، ستون‌هایی از خشت خام اطراف حیاط دربار برپا می‌کردند و بر فراز هر ستونی نوعی دانه از حبوبات می‌کاشتند و خوبی و بدی رویش غلات را در سالی که در پیش بود، از چگونگی روییدن آن پیش‌بینی می‌کردند. معمول بود به رشد این دانه‌ها نگریسته و هر یک از دانه‌هایی که بهتر بار آمده بود، تفأل می‌زدند که آن محصول در سال بیشتر خواهد بود. در خانه‌ها نیز در ظروف ویژه سبزه به عمل می‌آوردند. هر کدام از مردمان در ظرفی یا چیزی مانند آن اقلامی از دانه‌ها از قبیل گندم، جو، برنج، لوبیا، عدس، ارزن، نخود، کنجد، باقلا، ذرت و ماش می‌کاشتند.
ابوریحان بیرونی نیز در داستان‌های پیدایش سبزه‌های نوروزی آورده است، «هر شخصی از راه تبرک به این روز در طشتی جو کاشت، سپس این رسم در ایرانیان پایدار ماند، که روز نوروز در کنار خانه هفت صنف از غلات بر هفت استوانه بکارند، و از روئیدن این غلات، به خوبی و بدی زراعت و حاصل سالیانه حدس بزنند.» تقدس عدد هفت نزد ایرانیان بیشتر از این جهت بود که نمایندهٔ ۷ امشاسپند است. امشاسپند به هفت فرشتهٔ بزرگ که هر یک مظهر یکی از صفات اهورامزداست، گفته می‌شود. نظریه‌ای هست مبنی بر اینکه ترکیب لغوی هفت سین از همین هفت صنف غلات است که ابوریحان به آن اشاره کرده است. به عبارت دیگر هفت صنف که در اوایل ظهور اسلام به پیروی از سنت‌های باستانی متداول بوده و فقط به جنبهٔ تقدس آن از جهت عدد هفت و زیبایی سبزه‌های نوروزی، از نظر سنن دیرین، توجه می‌شده، به تدریج در زبان عامهٔ مردم به این ترتیب تغییر یافته است: «هفت صنف»، «هفت صن»، «هفت سن»، «هفت سین» و در نتیجه به پیروی از معنی ظاهری کلمه، کم‌کم چنین پنداشته شده که باید بر سفرهٔ نوروزی، هفت چیز که نام آن با سین آغاز گردد، فراهم آید.
کوزه شکستن
رسم کوزه‌شکستن بنابراین اعتقاد بود که ظرف‌های سفالین هر خانواده بایستی در روزهای پیش از نوروز نو گردد و هر سال همانگونه که پوشاک نو می‌شود، ظرف‌های چرکین نیز نو شود. از این رو رسم بر این بود که هر چه کاسه و کوزهٔ کهنه و فرسوده و چرکین در خانه هست از بام فرو افکنده و آن‌ها را می‌شکستند و به جای آن‌ها کاسه و کوزهٔ نو بکار می‌بردند و با این آیین به بهداشت خانه یاری کرده و بیماری‌ها را در سال نو از خانه دور می‌داشتند.

### جشن سوری پایان سال
یکی از جشن‌های آتش مرسوم جشن سوری پایان سال بود. این جشن در یکی از چند شب آخر سال که مسلماً چهارشنبه نبوده است برگزار می‌شده است. در کهن‌ترین جایی که از آتش‌افروزی سوری یاد شده، در تاریخ بخارا نوشتهٔ ابوجعفر نرشخی (۲۸۶–۲۴۸ قمری) است. او از این آتش‌افروزی آخر سال را به عنوان «شب سوری» ذکر کرده است و «چهارشنبه» در عنوان آن جای ندارد. در جشن فروردگان مردم پیش از عید نوروز بر روی پشت بام‌ها، آتش برمی‌افروختند، اگر چنین می‌کردند تصور بر این بود که فروهرها (ارواح مردگان) به‌طور گروهی بازگشته و مانند یک سپاه به بازماندگان کمک خواهند کرد. در نتیجه جنگ‌های خیلی مهم، را سعی می‌کردند که در بهار آغاز کنند چون فروهرها، در بهار به یاری بازماندگان می‌آیند. «سوری» به معنی «سرخ» است. آتش روشن کردن آیینی به منظورِ یاری رساندن به تسریع گرمای هوا در جهت رخت بربستنِ سرمای زمستان بوده است. رسم از روی شعلهٔ آتش جستن با ارجمندی و حرمت آتش در آیین زرتشتی نمی‌خواند همچنین گفتن عبارتی دشنام‌گونه به آتش، تحت عنوان «سرخی تو از من و زردی من از تو» آیینی کهن نیست و متعلق به روزگاری است که دیگر ایرانیان مانند نیاکان خود آتش را نمایندهٔ فروغ ایزدی نمی‌دانستند.
فالگوشی و گره‌گشایی
شب سوری را «شب گره‌گشایی» نیز می‌نامیدند و یکی از رسوم پس از پایان آتش‌افروزی شب سوری آن بود که افراد شوربخت و کسانی که بخت ایشان به اصطلاح گره خورده بود، گوشهٔ دستمال یا پارچه‌ای را گره می‌زدند و بر سر راهی که گذر عمومی بود می‌ایستادند و از نخستین کسی که بر ایشان می‌گذشت خواستار می‌گشتند که آن را به دست خود بگشاید؛ زیرا ایرانیان عقیده داشتند که فروهر درگذشتگان از پنج روز به نوروز مانده از جهان مینوی بر زمین می‌آیند و به مدت ده روز به صورت نامرئی یا به صورت افراد ناشناس در میان آنان به سر می‌برند و پس از ده روز، دیگرباره به جهان ملکوتی بازمی‌گردند و از این روی احتمال می‌دادند که گشایندهٔ گره سرگذر، یکی از نیاکان باشد که به منظور گشودن گره فرو بسته به روی زمین آمده است. یا در سر همان گذر به سخنان نخستین رهگذر گوش فرا می‌دادند و هر سخنی که از دهان وی برون می‌آمد، در استجابت مقصود خود به فال نیک یا به فال بد می‌گرفتند و عقیده داشته‌اند که آن سخن مصلحت‌اندیشانه و اندرزگونه امر و نهیی است که از جانب فروهر نیاکان شده و باید بدان گوش فرا دهند.
کجاوه‌بازی و شال‌اندازی
رسم کجاوه‌بازی و شال‌اندازی در شب‌های نزدیک عید یک سمبولیسم نیاز و فدیه به فروهر‌هاست و آن چنین است که در این شب‌ها جعبه‌های کوچکی با کاغذهای رنگین به شکل کجاوه می‌ساختند و ریسمانی به آن بسته و جوانان بر بام خانه‌ها می‌رفتند و کجاوه را از کنار پنجره‌ها یا از سوراخ بالای بام می‌آویختند و صاحب خانه شیرینی و خشکباری را که قبلاً برای این منظور تهیه کرده بود را در کجاوه ریخته و صاحب کجاوه آن را فرا می‌کشید. در رسم شال‌اندازان، جوانان به ویژه پسرهای جوانی که نامزد دارند از روی بام خانهٔ دختر شال‌های خود را فرو می‌انداختند و صاحب‌خانه شیرینی و گاه پیراهن و دستمال و غیره در آن می‌پیچید و گره می‌زد.
قاشق‌زنی
در ایران کهن برای پذیرایی از فروهر‌ها بر بالای بام خانه‌ها غذاهای گوناگون می‌گذاشتند. آیین قاشق‌زنی تمثیلی است از فرا رسیدن این مهمانان تازه‌رسیدهٔ آسمانی که گرسنه گشته‌اند و آب و غذا می‌جویند و باید فدیه‌ای نثار آنان کرد. قاشق و ظرف مسین نشانهٔ غذا و غذاخوری است و فدیهٔ غذایی در هنگام آیین‌های دینی یکی از رسم‌های دیرین همهٔ قوم‌های روی زمین است. فروهرها چون موجودات پنهان و غیرمحسوس و ناشناخته هستند، تمثیل آن‌ها نیز باید ناشناس بماند، از این رو چه پسران و چه دختران روی می‌پوشانند و کوشش می‌کنند که ناشناس بمانند. قاشق کوبیدن بر روی ظرف‌های فلزی نشانهٔ فدیه و غذا خواستن است و بر خانواده‌هاست تا غذایی در ظرف فرا رسیدگان ناشناس بریزند. در این آیین توانگران فرود آمدن فروهرها و غذا خواستن آن‌ها را به نمایش درمی‌آورند و این موجب خجستگی است و خانواده‌های بی‌چیز برای خود و برای پدران و مادران آسمانی خود به هنگام سال نو غذا و آجیل از دیگران می‌گیرند و به خانه می‌برند.

### خوان نوروزی
ایرانیان عقیده داشتند که در ایام نوروز ارواح درگذشتگان از جایگاه آسمانی خود به زمین و به خانه‌های خویش بازمی‌گردند. بازماندگان برای پذیرایی از آن‌ها سفره‌ای رنگین می‌گستراندند و انواع خوراک‌ها و پوشاک‌ها را در آن می‌نهادند تا ارواح درگذشتگان از پذیرایی و صفا و پاکیزگی بازماندگان، دل خوش شده و آنان را برکت عطا کنند. این رسم توجیه سفرهٔ نوروزی یا هفت سین شد. پورداود، هفت سین را همان خوانی که جهت درگذشتگان می‌گستردند، می‌داند. در این خوان علاوه بر آلات و اسباب نیایش، فرآورده‌های مختلف فصلی نیز نهاده می‌شد؛ زیرا که خوردن میوه‌ها و خوردنی‌های برکت داده شده و تبرک یافته یکی از آئین‌های ایرانیان بوده است. این خوان را بر صفحه‌ای بلندتر از سطح زمین می‌گستردند که بدان می‌زد گفته می‌شد. کسی که متصدی پخش کردن خوراکی‌ها در میان حاضران بود، «میزدپان» خوانده می‌شد؛ یعنی پایندهٔ خوراک فدیه. امروزه «می‌زد» به صورت «میز» و «میزدپان» به صورت «میزبان» در زبان فارسی بر جای مانده است.
معمولاً آنچه در پیرامون خوان می‌گذاشتند و چیزهایی که بر خوان نهاده می‌شد، چنین بود:
- هفت سینی: بدون تردید هیچ موجبی برای مقدس بودن دو حرف سین یا شین در نزد ایرانیان باستان موجود نیست و عناصری که در خوان نوروزی بکار می‌رفته است با «سین» یا «شین» آغاز نمی‌شده است.[۶۳] در روزگار ساسانیان قاب‌های زیبای منقوش و گرانبهایی از جنس کائولین از چین به ایران آورده می‌شد که بعدها به نام کشوری که از آن آمده بود، نام‌گذاری شد و به نام «چینی» و به گویشی دیگر به صورت «سینی» در ایران رواج یافت. «چین» یا «سین» از واژهٔ ts'in آمده است که در اصل نام سلسلهٔ پادشاهی چین است. حرف ts می‌تواند در گویش‌ها و زبان‌های مختلف هم س/s و هم چ/č تلفظ شود. چنانچه خود نام چین به دو صورت sin و china در زبان‌های اروپایی آمده است. در ایران برای تمایز بین ظرف‌های مختلفی که از چین آورده می‌شد، آنکه از فلز ساخته می‌شد بنام «سینی» و آنکه از کائولین ساخته می‌شد، بنام «چینی» رواج یافت. به نظر می‌رسد که در آیین‌های نوروزی برای چیدن خوان نوروزی از همین ظرف‌های منقش بسیار نفیس که از چین آورده شده بود بهره می‌گرفتند و آن‌ها را به عدد هفت امشاسپند بر سر خوان‌های نوروزی می‌گذاشتند و از این رو خوان نوروزی به نام «هفت سینی» یا «هفت قاب» نام گرفته است و بعدها با حذف یاء نسبت به صورت هفت سین درآمده است و امروزه هنوز هم در برخی از روستاها به صورت هفت سینی تلفظ می‌شود.[۶۴] بنابراین فرضیه سخن آنانی که می‌گویند در روزگار باستان در خوان نوروزی هفت «شین» مثل شربت، شیرینی، شمع، شراب و غیره می‌نهادند اساس و پایه درستی ندارد. البته شمع و شراب و شیرینی هم جزئی از خوان نوروزی بوده است.[۶۵] انتخاب عدد هفت به علت تقدس این عدد می‌باشد که نظیرش در هفت امشاسپندان، هفت کواکب، هفت طبقهٔ زمین و آسمان، هفت ملکِ مقرب، هفت یشت و غیره موجود است و همه نمایندهٔ عظمت و تقدس عدد هفت در بین ایرانیان باستان است.[۶۶]
- سبزه نو دمیده: از هفت نوع حبوبات محلی در هفت قالب سفالی یا برنجی سبزه سبز می‌کردند و خوب روییدن هر یک از آنان را به فال نیک گرفته، عقیده داشتند که هر نوع دانه‌ای که در این میان خوب سبز شود نشان‌دهندهٔ این است که هوا و زمین و فرشتگان نظر مساعد نسبت بدان دانه دارند. از سوی دیگر چون رنگ سبز نزد ایرانیان رنگ مقدس دینی و ملی شمرده می‌شد از این روی وجود سبزه را در خوان نوروزی حتمی و آن به فال نیک می‌گرفتند.[۶۷]
- آتشدان: در میان خوان نهاده می‌شد و دانه‌های مقدس اسپند و چوب‌های خشک خوشبو در کنار آن جای داشت.[۶۸]
- ماهروی و برسم: از چیزهای مهمی که در خوان نوروزی جای داشت، ماهروی بود که همان برسم‌دان است و به مناسبت آنکه تیغهٔ نگهدارندهٔ برسم به شکل هلال ماه است آن را ماهروی می‌نامیدند. شاخه‌هایی کوتاه از انار یا بید یا انجیر یا زیتون را به درازای سه بند می‌بریدند و آن‌ها را بر سر خوان در ماهروی جای می‌دادند. در دوران ساسانیان برای اینکه خوان شاهان شکوه بیشتری داشته باشد این ترکه‌ها را از زر می‌ساختند و بر سفره می‌نهادند و بر آن‌ها «زرین تره» نام نهاده بودند.[۶۹]
- کتاب مقدس: در دوران ساسانیان زرتشتیان کتاب اوستا را بر خوان می‌گذاشتند و پیش از فرارسیدن سال بخشی از آن را که معمولاً فروردین یشت است، خوانده می‌شد.[۷۰]
- کوزهٔ آب: کوزهٔ آب توسط دختران نورسیده پر می‌شد و بر سرخوان نهاده می‌شد. امروزه جای کوزه را تنگ‌های کوچکی گرفته است که بر سر آن‌ها عدس یا گندم یا جو سبز می‌کنند و آن‌ها را با روبان می‌آرایند.[۷۱]
- نان: در دوران ساسانی گرده نان‌هایی به اندازهٔ کف دست یا اندکی کوچکتر می‌پختند و آن‌ها را که درون نامیده می‌شدند بر سر خوان نوروزی[یادداشت ۴] می‌گذاشتند.[۷۲]
- شمعدان: در دو سوی آتشدان شمعدان یا چراغ می‌نهادند و آن‌ها را می‌افروختند. نور و روشنایی در مراسم مذهبی ایرانیان از اصل‌های مهم بود زیرا که عقیده داشتند دنیای روشنایی قلمرو اهورامزدا است و هر جا که نور و آتش باشد، اهریمن را بدانجا راه نیست.
- شیر: شیر در رسم‌های مذهبی تقدیس می‌شد و گاه آن را با فشردهٔ گیاه هوم می‌آمیختند و بکار می‌بردند.[۷۳]
- تخم مرغ: انواع سفید و رنگین تخم مرغ زینت‌بخش خوان نوروزی بود؛ زیرا تخم نمادی است از نطفه و نژاد و در روز جشن تولد آدمیان که تخمه و نطفه پدیدار می‌گردد، تخم مرغ تمثیلی است از نطفهٔ باروری که به زودی باید جان گیرد و زندگی یابد.
- آیینه، سمنو، سنجد، انار، سیب، ماهی، سکه‌های زرین و سیمین، گلِ بیدمشک، نارنج، دانه‌های اسپند، شیرینی و نقل عناصر دیگری بودند که بر سر خوان‌های نوروزی گذاشته می‌شد.[۷۴]

### مراسم سال نو
جشن و مراسم آب‌پاشی
از جمله مراسم بسیار مشهور و سنتی معتبری که در نوروز انجام می‌شد، رسوم آبریزگان یا شست و شو و غسل و آب پاشیدن به یکدیگر بوده است.
ابوریحان بیرونی می‌گوید مردمان هنگام سپیده‌دم این روز، خود را می‌شستند و در آب کاریزها و آبگیرها، غوطه‌ور می‌شدند. در این روز مردمان به یکدیگر آب می‌پاشیدند، به همان دلیلی که خود را می‌شستند و سبب آن همان اغتسال است.
به نظر می‌رسد جشن آبریزگان اصلی همان تیرگان باشد و در نوروز عبارت بوده است از غسل و شست و شو و آماده شدن از لحاظ سنن دینی جهت حلول سال نو.
هدایای نوروزی
در نوروز و مهرگان رسم بود که نمایندگان و بزرگان و فرمانروایان ایالات و اشراف و عامهٔ مردم هر یک به توانایی و استطاعت، هدایایی را به دربار اهدا می‌کردند.
در نوروز مردم به یکدیگر شیرینی هدیه می‌دادند و این رسم در دوران ساسانی همگانی بوده است. در نوروز بزرگ، پیش از لب به سخن گشودن، شکر می‌خورند و بر خود روغن می‌مالند تا از انواع بلایا در طول سال، در امان باشند.
کوسه برنشین
مراسم کوسه برنشین یا بهار جشن یکی دیگر از مراسم نوروزی بود. ابوریحان بیرونی شرح این رسم را آورده است که در اولین روز بهار مرد کوسه (یعنی شخصی که او را در چانه و زنخ زیاده بر چند موی نباشد) را بر خر می‌نشاندند که به دستی کلاغ داشت و به دستی بادزن که خود را مرتب باد می‌زد اشعاری می‌خواند که حاکی از وداع با زمستان و سرما بود و از مردم چیزی به سکه و دینار می‌گرفت. آنچه از مردم می‌ستاند، از بامداد تا نیمروز به جهت خزانه و شاه بود و آنچه از نیمروز تا عصر اخذ می‌کرد، تعلق به خودش داشت. آنگاه اگر از عصر وی را می‌دیدند، مورد آزار و شتم قرار می‌دادند. این رسم در روزگار ساسانی و دورهٔ اسلامی، توسط غلامان سیاه اجرا می‌شده که ملبس به لباس‌های رنگارنگ شده و با آرایش ویژه و لهجهٔ شکسته و خاصی که داشتند، دف و دایره می‌زدند و ترانه‌های نوروزی می‌خواندند.
بهرام فره‌وشی در مورد رسم کوسه برنشین نوشته است که نوعی رسم کارناوالی است و آن چنانست که مردی قسمت قدامی و خلفی خری یا اسبی را که از پارچه کاغذ ساخته شده است بر پیش و پس خویش می‌بندد و خود را به شکل موجودی افسانه‌ای درمی‌آورد که قسمت بالای آن چهرهٔ انسان و قسمت پائین آن به‌شکل خر یا اسب است و دف زنان می‌رقصد و خر را می‌رقصاند. این شکل کارناوالی که نمایندهٔ حلول ارواح است در بسیاری از سرزمین‌های اسلاوی امروزی هم دیده می‌شود و ریشهٔ عمیق هند و اروپایی دارد.
حاجی فیروز
«سیاوش» در زبان اوستایی به معنای «مردِ سیاه» است و به نوعی زندگی در زیرِ زمین ارتباط دارد.مهرداد بهار در مورد ریشهٔ حاجی فیروز نوشته است، حاجی فیروز بازماندهٔ آیین بازگشت ایزد شهید شونده یا سیاوش است. چهرهٔ سیاه او نماد بازگشت او از جهان مردگان است و لباس سرخ او نیز نماد خون سرخ سیاوش و حیات مجدد ایزد شهید شونده، و شادی او شادیِ زایش دوبارهٔ آنهاست که رویش و برکت با خود می‌آوردند.
بنا بر فرضیهٔ دیگر حاجی فیروز امروزی که مقارن نوروز و سال نو در کوی و برزن مردم را به طرب درمی‌آورند، از بقایای رسم کهن کوسه برنشین است. با این تفاوت که امروزه چون غلام و سیاهانی نیستند که چنین کنند، دیگران خود را سیاه کرده و به مانند آنان آراسته و تقلیدشان می‌کنند.
میر نوروزی
در ایران رسم بود در ایام عید نوروز محض تفریح عمومی و مضحکه فردی عامی و از میان مردم را به عنوان پادشاه یا امیر یا حاکمی موقتی به نام میر نوروزی انتخاب می‌کردند و برای یک یا چند روز زمام امور شهری را به عهده‌اش می‌سپردند پس از انقضای ایام جشن سلطنت او نیز به پایان می‌رسیده است. واضح است که جز تفریح و خنده و بازی هیچ منظور دیگری در بین نبوده است و احکامی که میرنوروزی صادر می‌کرده پس از نوروز به حال اول بازگردانده می‌شده است.

### سیزده فروردین
رسم بیرون رفتن از خانه در روز سیزدهم فروردین ماه و آن روز را به شادی و خرمی و خوشی گذراندن آخرین قسمت از مجموعهٔ رسم‌های جشن بهاری است که با شب سوری و آتش‌افروزی آغاز می‌شود و پس از برگزاری مراسم سال نو، در روز سیزده فروردین پایان می‌یابد. در متون کهن فارسی ذکری از بیرون شدن از خانه‌ها و به صحرا رفتن در روز سیزده فروردین نشده است، با وجود این به‌طور سنتی در میان اقوام ایرانی این رسم باقی مانده است و احتمالاً قدمت آن به پایهٔ نوروز می‌رسد. یکی از توجیه‌هایی که برای مراسم سیزده فروردین می‌شود اینست که در ایران باستان روز سیزدهم ماه متعلق به ایزد تیر (تیشتر) بوده که ایزد باران است. این ایزد همواره به صورت اسبی، با دیو خشکی و خشکسالی که دیو اپوش نام دارد، در جنگ و کشمکش است و اگر شکست یابد خشکسالی می‌شود و اگر پیروز شود، سرچشمهٔ آب‌ها روان می‌گردند و سرزمین‌ها از سال خوب و خوش بهره‌مند می‌شوند. برای اینکه ایزد باران پیروز شود، لازم بود که همهٔ مردمان در نماز از او نام برند و او را بستایند و از او طلب باران کنند. از آنچه گذشت چنین برمی‌آید که ایرانیان در روزگار قبل از گسترش دین زرتشت در نخستین روزهای سال و در روزی که متعلق به ایزد باران بود یعنی سیزده فروردین ماه به دشت و صحرا و کنار چشمه و جویبار می‌رفتند و در نیمروز گوسفند بریان می‌کردند و این نثاری بود برای فرشتهٔ باران تا کشت‌های نو دمیده را از باران سیراب کند. به عبارت دیگر روز سیزدهم فروردین نوروز، روز رسمی همهٔ مردم برای طلب باران برای همهٔ سرزمین‌های ایران بوده است. افکندن سبزه‌های تازه‌دمیدهٔ نوروزی به آب روان جویبارها نیز تمثیلی است از دادن فدیه به ایزد آب آناهیتا و ایزد باران «تیر». از رسوم دیگر روز سیزده، گره زدن سبزه برای باز شدن بخت دوشیزگان است و این رسمی است از روزگارانی که آیین‌های مذهبی و جادویی به هم آمیخته بود و هر کس آرزوی خود را به نوعی عملاً برای خود برآورده می‌کرد و می‌پنداشت که بدین طریق در تحقق آن تسریع خواهد شد و گره زدن دو شاخهٔ سبزه تمثیلی است از پیوند یک مرد و زن که می‌بایستی به هم بپیوندند تا تسلسل تولد برقرار گردد و آرزوی گره‌زننده که طالب همسر است، برآورده شود.
نظریه‌ای در مورد نحسی سیزده
طبق اساطیر نجومی ایران عمر جهان دوازده هزار سال است و در پایان دوازده هزار سال، آسمان و زمین درهم خواهد شد. جشن‌های دوازده روزه نوروز نیز در ارتباط با دورهٔ دوازده هزار سالهٔ جهان و همچنین دوازده ماه سال بود. پس در پایان دوازده روز، یک روز نیز به نشانهٔ خمسه و آشفتگی نهایی به این جشن اضافه شد. روز سیزده نوروز معرف آشوب است و چون هرج و مرج و بی‌نظمی نحس به‌شمار می‌آمد روز سیزده نوروز را نیز منحوس می‌شمردند.

## نوروز در موسیقی
توجهی که نوروز در دوران ساسانیان از آن برخوردار بود، در موسیقی نیز منعکس است. در میان نام آهنگ‌های زمان ساسانی که شاعران ایرانی دوران‌های متأخرتر منوچهری و نظامی آن‌ها را ضبط کرده‌اند، نام‌های نوروز و ساز نوروز، نوروز بزرگ، نوروز قباد می‌آید. آنچه امروز از موسیقی مربوط به بهار و نوروز به دست ما رسیده است در چهار گروه اصلی قابل تقسیم است:
آیین نوروزخوانی
نوروزخوانی (بهارخوانی) از جمله آیین‌های کهن ایرانی است. گمان می‌رود که مضمون این آیین در قبل از اسلام، علاوه بر توصیف طبیعت و بشارت بهار، در ستایش اهورامزدا، مدح شاهان، امیران، بزرگان و مردم گشاده‌دست و خوشرو بوده است. نوروزخوانان خنیاگران گمنام و دوره‌گردی بودند که از حدود ۱۵ روز به عید مانده، بر در هر خانه‌ای بهار را با شعر و آواز نوید می‌دادند. کار نوروزخوانان با آمدن بهار به پایان می‌رسید.
ترانه‌های نوروزی
این ترانه‌ها توسط خنیاگران حرفه‌ای اجرا می‌شده، معمولاً از پیچیدگی بیشتری در موسیقی برخوردار بوده و با چند ساز متداول در محل همراهی می‌شده است. به عنوان مثال نغمه‌های «باد بهار» یا «باد نوروز»، «ساز نوروز»، «نوبهاری»، «آیین جمشید»، «فرخ روز» به باربد نوازندهٔ معروف دربار خسروپرویز نسبت داده شده است.
ردیف دستگاهی و موسیقی قدیم ایران
امروزه در ردیف دستگاهی موسیقی ایران، چند گوشه با عناوین «نوروز عرب»، «نوروز صبا» و «نوروز خارا» در دستگاه راست پنجگاه و همایون اجرا می‌شود. قدر مسلم این گوشه‌ها بازمانده و تداوم‌یافتهٔ نمونه‌هایی در موسیقی مقامی قدیم ایران هستند. در منظومهٔ خسرو و شیرین نظامی در فصل باربد مطرب، در ضمن ذکر ۳۰ لحن موسیقی دورهٔ ساسانی، نام «ساز نوروز» یا «یاد نوروز» یا «ناز نوروز» (لحن نوزدهم) آمده است.
نمایش‌ها و خرده‌نمایش‌ها همراه با موسیقی
- کوسه برنشین: محتوای این نمایش بیرون راندن سرما و زمستان و استقبال بهار بوده است.
- آتش‌افروز: از دسته‌های نوروزی‌خوانان به‌شمار می‌آیند. بازیگران دوره‌گردی بودند که با خواندن و رقصیدن و پرداختن به طنز و هجو و لودگی، ضمن سرگرم نمودن مردم، نوروز و بهار را نوید می‌دادند.
- آتش‌باز: از دسته‌های نوروزی‌خوانان به‌شمار می‌آیند. آتش‌بازان با خواندن آواز و انجام رقص به آتش‌بازی می‌پرداختند.[۹۵]

## پیوستگی فرهنگی نوروز با دیگر اقوام و ملل

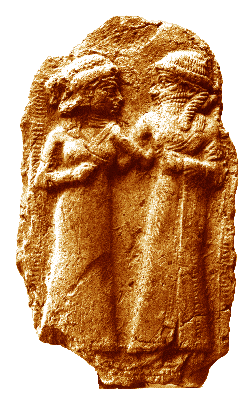
نقش برجسته‌ای از ازدواج دموزی (ایزدگیاهی در اسطوره سومری) با اینانا (الههٔ باروری). به نظر می‌رسد دو روایت ایرانی (داستان سیاوش) و هندی (اسطوره رام و سیتا) خود با روایت کهنِ بین‌النهرینی دموزی و اینانا مربوط هستند و ارتباط فرهنگی کلّ منطقه را گزارش می‌دهد.

مردم بابل از دوران‌های بسیار قدیم، روز اول سال را، عموماً در اعتدال بهاری (۲۱ مارس) جشن می‌گرفتند. این زمان اول بهار و آغاز فصل نو است، زمانی که طبیعت از خواب زمستانی بیدار می‌شود، در حقیقت آغاز سال نو بود. از لوحه‌ها چنین بر می‌آید که این جشن تقریباً از ۲۳۴۰ سال، پیش از میلاد، شناخته شده بود. عید آغاز سال در بین‌النهرین (بابل و آشور) و همچنین در عیلام در اصل بازگشت ایزدِ شهید شونده، دُموزی بود که معتقدان نظر داشتند او هر ساله می‌میرد و بار دیگر به حیات برمی‌گردد. مرگ او مرگ جهان گیاهان و حیات مجدد او حیات مجدد جهان گیاهی بود. سپس در پی عزاداری‌هایی که برای ایزدِ شهید شونده، مظهر برکت، مظهر زندگی و مرگ جهان گیاهی انجام می‌شد، اشک‌های بسیاری ریخته می‌شد که این اشک‌های ریخته شده نماد باران و نوعی جادوی باران‌آوری و آب بود، در پی این عزاداری و اشک ریختن‌ها بود که ایزدِ به شهادت رفته بار دیگر در روز نوروز زنده می‌شد و زندگی از سر می‌گرفت.
فینیقی‌ها در آغاز بهار مراسمی داشتند به نام مراسمِ آدونیس. آدونیس یک روح گیاهی است که مرگ و بازگشت او به زندگی معرف خواب طبیعت در زمستان و احیای آن در بهار است. آدونیس از درختی به دنیا آمد و مردم روغن آن درخت را در جشن مربوط به روز سال که اول اعتدال ربیعی بوده به کار می‌بردند. از مشخصات جشن کاشت بذرهای سبز در ظرف‌های گلدان بود. این رسم هنوز در بین مسیحیان قبرسی معمول است. مردم این ظرف‌های سبز را باغ‌های آدونیس می‌نامیدند. سپس بعد از چند روز سوگواری، این سبزه‌ها را به دریاها یا آب‌های روان می‌انداختند. غرض اصلی از این تشریفات تحریک باروری زمین و رشد نباتات بوده است و مقصود از به آب انداختن سبزی‌ها تأمین باران بوده است.
اسطوره و افسانه آتیس که در یونان وجود داشته شباهت بسیاری با اسطوره و افسانهٔ سیاوش دارد چه در آغاز بهار مردم پنج روز مراسمی برگزار می‌کردند و طی آن درخت صنوبری را کفن پوشانده به کوچه و بازار می‌بردند و برای آتیس گریه و زاری می‌نمودند. سپس رقص‌هایی انجام داده و روز آخر به شادی و استراحت می‌پرداختند و این به معنای رستاخیر آتیس بود. آغاز این جشن در روز اعتدال بهاری و روز پایان آن روز ۲۵ مارس بوده است.
اسطوره‌های دیگری همانند داستان سیاوش در فرهنگ‌های دیگر نیز یافت می‌شود که با بنیاد ایزد گیاهی شهید شونده و الههٔ باروری شکل گرفته است. این باور در دموزی و اینانا، (اسطوره سومری)، اوزیریس و ایزیس (اسطوره مصری)، سیبل و آتیس (اسطوره یونانی)، رام و سیتا (اسطوره هندی)، تموز و ایشتر (اسطوره بین‌النهرین)، آدونیس و آفرودیت (اسطوره یونانی)، یوسف و زلیخا) (ذکر شده در تورات) نیز بیان شده است.

## تأثیر مراسم نوروز بر دیگر اقوام و ملل
نوروز و مهرگان در ایران باستان در میان مردم شبه‌جزیره عربستان هم دو جشن بزرگ شناخته شده بودند و در برخی از نقاط عربستان متداول بود. به‌خصوص این رسم در بین پادشاهان حیره که سنن درگاه خویش را بر آیین شهریاران ساسانی نهاده بودند و در پیرامون خلیج فارس رواج کامل داشت.
نوروز در نزد ترکان نیز جشنی بزرگ بود و سغدیان آن را «نوسرد» به معنای سال نو می‌نامیدند و به روش مرسوم به دوستان و بستگان خود شیرینی می‌دادند به همین علت در ترکیه نوروز را «جشن شیرینی» یا «شکریایرامی» می‌نامند.
قلقشندی (۷۵۶–۸۲۱ قمری) نویسندهٔ کتاب صبح الاعشی نوشته است، نوروز که یکی از مشهورترین اعیاد مصر است از ایران باستان گرفته شده و به آن نام نیروز قبطی داده‌اند. این عید با همان نام و آداب و سنن ایرانی در مصر برگزار می‌شود. این نویسنده همچنان نوشته است: مصریان در آن روز شادی کرده، آتش می‌افروزند و آب بر روی هم می‌پاشند که از مراسم ایرانیان به مراتب مفصل‌تر است. مردم شام نیز همین آیین را در اول ماه نیایش که یکی از ماه‌های رومی است برگزار می‌کنند. بنابر فرضیه‌ها احتمالاً کمبوجیه دوم نوروز باستان را به مصر برده است. بر طبق نظریه‌ای دیگر تاریخ ورود نوروز در مصر باستان در عهد حکومت داریوش بزرگ جانشین کمبوجیه بوده است. در زمان این پادشاه روابط فرهنگی میان مصریان و ایران محکم و استوار بوده است. حتی پس از فتح مصر از طرف اعراب نیز این جشن باستانی در این کشور ادامه داشته است. هنوز هم در مصر در اوایل بهار درست همان روزی که در ایران مراسم سیزده‌بدر برپا می‌شود مردم تحت تأثیر فرهنگ ایرانی از شهر بیرون می‌روند و مراسمی دارند که به سیزده ما بسیار شبیه است و آن را «یشم‌النسیم» می‌گویند.

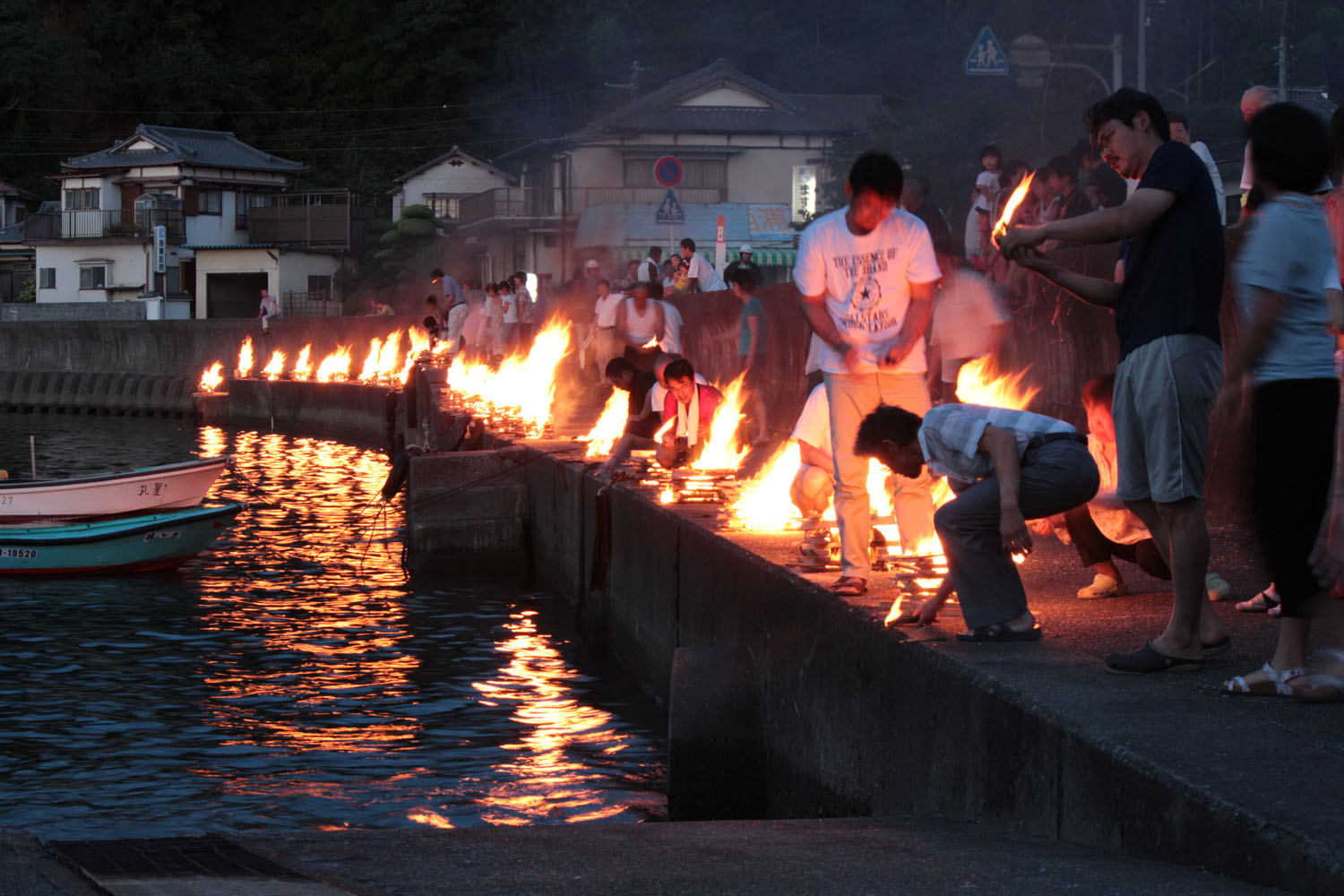
روشن کردن آتش در ژاپن برای استقبال ارواح درگذشتگان در مراسم ابن

بنا بر فرضیهٔ ایموتو ئه‌ایچی ایران‌شناس اهل ژاپن، احتمالاً اُبُن یا «جشن اموات در ژاپن» از رسوم ایرانی منشأ گرفته شده است. در دوران فرمانروایی امپراتریس کوگیوکو (امپراتریس سایمی) (زادهٔ ۵۹۴، درگذشتهٔ ۶۶۱ میلادی) برای نخستین بار جشن اموات یا اُبُن برگزار شد. در نیهون شوکی (در سال ۷۲۰ تألیف آن پایان یافته) آمده است که در زمان حکمرانی امپراتریس کوگیوکو در روز سوم از ماه هفتم (اوت) سال ۶۵۷ میلادی (۳۶ هجری شمسی) چند مرد و زن از راه دریا با کشتی به کیوشو جزیرهٔ جنوب غربی ژاپن رسیدند سپس در روز پانزدهم ماه هفتم در معبد بودایی آسوکا انگاره‌ای بودایی ساخته شد و پیش از آن «اُورابون» را جشن گرفتند. به عقیدهٔ ایموتو ئه‌ایچی نام رهبر این گروه راه‌گم‌کردگان دریا که در این کتاب آمده تحریف‌شدهٔ نام «دارا» به زبان ایرانی است و احتمالاً کسانی که با کشتی به ژاپن وارد شده و این جشن را برای اولین بار برگزار کردند، ایرانی بودند.

## منبع‌شناسی
- قدیمی‌ترین سند در دورهٔ اسلامی که در آن به تفصیل در مورد نوروز و تشریفات وابسته به آن سخن رفته است، کتاب المحاسن و الاضداد منسوب جاحظ دانشمند سدهٔ سوم هجری از اهالی بصره است. هرچند انتساب این کتاب به جاحظ مورد تردید است و عده‌ای این اثر را متعلق به ابوالفضل بیهقی (زاده ۳۷۰ ه‍.ش درگذشته ۴۵۶ ه‍.ش) می‌دانند.[۱۰۷] در این کتاب به نقل از کتاب الاعیاد و النواریز (عیدها و نوروزها) نوشتهٔ «موسی بن عیسی کسروی» مشهور در نزد اعراب به «الخسروی»، ضمن توصیف نوروزها از نوروز خوزستان هنگام رسیدنِ درخت خرما، نوروز شمال، نوروز عامه و نوروز پادشاهان نام می‌برد.[۱۰۸] از آثار دیگر منسوب به جاحظ که در آن به انعکاس فرهنگ و آداب ایرانیان پرداخته شده، کتاب التاج یا کتاب التاج فی اخلاق الملوک است. آداب نوروز به دنبال بحث روش پادشاهان ساسانی در دادن جایزه و مقرری، بابی را تحت عنوان هدایای نوروز و مهرگان باز کرده و همچنین از تقسیم جامه و پیراهن شاهان موجود در خزانه به ملازمان و مردم و در مبحث «دادخواهی از شاه به داوران» در روز نوروز، توضیحاتی پیرامون روش رسیدگی به شکایت مردم از شخص شاه در نوروز ذکر شده است. گزارش اخیر شباهت بسیاری به مطالبی دارد که خواجه نظام الملک در سیاست‌نامه آورده است.[۱۰۹]
- آثار الباقیه نوشتهٔ ابوریحان بیرونی (زمان تألیف ۳۹۰ قمری)، کتابی است به زبان عربی دربارهٔ گاهشماری و گاهشناسی ملل باستانی که در آن نکات ارزنده‌ای دربارهٔ جشن‌ها و اعیاد و تاریخ ملوک ایران بیان شده است.[۱۱۰]
- نوروزنامه رساله‌ای مردم‌شناختی منسوب به خیام (۵۱۰–۴۲۷ هجری قمری) دربارهٔ منشأ و تاریخ و آداب جشن نوروز است. مؤلف ضمن نقل تاریخ اساطیری ایران (پیشدادیان) از حقیقت نوروز و سبب نهادن آن و رسم‌های که در اجتماع ایران رعایت می‌شده، سخن گفته است. امروزه پژوهشگران در انتساب این رساله به خیام همداستان نیستند و معتقدند احتمالاً خیام یادداشت‌هایی برای تألیف این رساله تهیه کرده اما فرصت تدوین را نیافته و پس از مرگ او شخص دیگری یادداشت‌ها را تنظیم و تدوین نموده است.[۱۱۱]
- کیهان‌نگاری و عجایب‌المخلوقات نوشتهٔ زکریای قزوینی (۶۰۰–۶۸۲ هجری قمری)[۱۱۲]
- نخبةالدهر نوشتهٔ شمس‌الدین دمشقی (۶۵۴–۷۲۷ هجری قمری)[۱۱۳]